# Phragmatopoma attenuata
Phragmatopoma attenuata är en ringmaskart som beskrevs av Hartman 1944. Phragmatopoma attenuata ingår i släktet Phragmatopoma och familjen Sabellariidae. Inga underarter finns listade i Catalogue of Life.